# Cool Boppin'
Cool Boppin' è un album di Miles Davis e Tadd Dameron, pubblicato nel 1949 dalla Fresh Sound Records. Venne pubblicato a nome di Miles Davis Nonet & Tadd Dameron's Big Ten featuring Miles Davis.

## Tracce
1. Why Do I Love You? – 3:50 (Jerome Kern, Oscar Hammerstein II) – Registrato il 4 settembre 1948 al "Royal Roost" a New York
2. Godchild – 5:59 (George Wallington) – Registrato il 4 settembre 1948 al "Royal Roost" a New York
3. S'il vous plait – 4:30 (W Mourant, McIntyre) – Registrato il 4 settembre 1948 al "Royal Roost" a New York
4. Moon Dreams – 3:13 (Charles MacGregor, Johnny Mercer) – Registrato il 4 settembre 1948 al "Royal Roost" a New York
5. Hallucinations (Budo) (incompleto) – 2:58 (Bud Powell) – Registrato il 4 settembre 1948 al "Royal Roost" a New York
6. Darn That Dream – 4:15 (E DeLange, J Van Heusen) – Registrato il 18 settembre 1948 al "Royal Roost" a New York
7. Move – 4:40 (Denzil Best) – Registrato il 18 settembre 1948 al "Royal Roost" a New York
8. Moon Dreams – 3:39 (Charles MacGregor, Johnny Mercer) – Registrato il 18 settembre 1948 al "Royal Roost" a New York
9. Hallucinations (Budo) – 4:15 (Bud Powell) – Registrato il 18 settembre 1948 al "Royal Roost" a New York
10. Good Bait – 3:23 (Tadd Dameron, Count Basie) – Registrato il 19 febbraio 1949 al "Royal Roost" a New York
11. Focus – 3:56 (Tadd Dameron) – Registrato il 19 febbraio 1949 al "Royal Roost" a New York
12. April in Paris – 2:56 (Vernon Duke, E.Y. "Yip" Harburg) – Registrato il 19 febbraio 1949 al "Royal Roost" a New York
13. Webb's Delight – 3:38 (Tadd Dameron) – Registrato il 19 febbraio 1949 al "Royal Roost" a New York
14. Milano – 3:38 (John Lewis) – Registrato il 26 febbraio 1949 al "Royal Roost" a New York
15. Casbah – 3:37 (John Lewis) – Registrato il 26 febbraio 1949 al "Royal Roost" a New York

## Formazione
Miles Davis Nonet (brani da 1 a 9)
- Miles Davis – tromba
- Lee Konitz – sassofono contralto
- Gerry Mulligan – sassofono baritono
- John Lewis – pianoforte
- Mike Zwerin – trombone
- Junior Collins – corno francese
- Bill Barber – tuba
- Al McKibbon – contrabbasso (nei brani da 1 a 5)
- Curley Russell – contrabbasso (nei brani da 6 a 9)
- Max Roach – batteria
- Kenny Hagood – voce (solo nel brano 1)
- Bob Garrity – annunciatore

Tadd Dameron's Big Ten (brani da 10 a 15)
- Tadd Dameron – pianoforte
- Miles Davis – tromba
- Sahib Shihab – sassofono contralto
- Benjamin Lundy – sassofono tenore
- Cecil Payne – sassofono baritono
- John Collins – chitarra
- Kai Winding – trombone
- Curley Russell – contrabbasso
- Kenny Clarke – batteria
- Carlos Vidal – bongos
- "Symphony Sid Torin" – annunciatore